# Takashi Nomura
Takashi Nomura, noto anche con lo pseudonimo di Takashi Sudô (野村孝?, Takashi Nomura; Tokyo, 1927 – 2015), è stato un regista, direttore della fotografia e attore giapponese.

## Vita e carriera
Poche sono le notizie italiane intorno alla sua biografia. Recitò in diversi film del regista Seijun Suzuki.
Come regista viene ricordato per aver ideato e diretto il film A Colt Is My Passport, girato nel 1967, con l'attore Joe Shishido, per conto della Nikkatsu, l'antica casa di produzione cinematografica giapponese, e presentato al Far East Film Festival di Udine nell'anno 2005. 
Interessato alle arti marziali e al combattimento orientale (shotokan, gōjū-ryū, taekwondo), negli anni 70 effettuò assieme ad altri (v. Shuji Goto) le riprese del primo campionato mondiale di karate (The 1st World Kyokushinkai Championship 1975), gli spettacolari movimenti del Kyokushinkai, svoltosi a Tokyo con le interviste ai maestri della specialità sportiva (Tadashi Nakamura, Shigeru Oyama, Yasuhiko Oyama, Seij Kanamura, Miyuki Miura). Uscito nel '76 con il titolo The Fighting Black Kings (The Dragon, in Italia nel 1979), fra i protagonisti del film-documentario parteciparono i campioni Katsuaki Satō, Hatsuo Royama, William Oliver, Nobuyuki Kishi, Howard Collins, già specialisti in karate, judo, jūjutsu, catch.

## Filmografia parziale
- Hayauchi yarô (1961) - regia
- Ufficio investigativo 23 - Crepate bastardi! (Kutabare akutô-domo), regia di Seijun Suzuki (1961) - attore
- Porci, geishe e marinai (Buta to gunkan), regia di Shōhei Imamura (1961) - attore
- La giovinezza di una belva umana (Yajû no seishun), regia di Seijun Suzuki (1963) - attore
- Le professioniste (Nikutai no mon), regia di Seijun Suzuki (1964) - attore
- A Colt Is My Passport (Koruto wa ore no pasupooto) (1967) - regia
- La farfalla sul mirino (Koroshi no rakuin), regia di Seijun Suzuki (1967) - attore
- Senketsu no toba (1968) - regia
- Showa yakuza keizu - Nagasaki no kao (1969) - regia
- Bakuto hyakunin (1969) - regia
- Onna wa yoru no nioi (1970) - regia
- Blood Vendetta (Gyaken nitsu sakazuki) (1971) - regia
- The Dragon (The Fighting Black Kings) (1976)  - co-regia
- Ran (Ran), regia di Akira Kurosawa (1985) - attore
- Suicide Club (Jisatsu sâkuru), regia di Sion Sono (2001) - attore